# فالديليسيو جواكيم
فالديليسيو جواكيم مواليد 15 أبريل 1990 في لواندا، هو لاعب كرة سلة أنغولي. بدأ مسيرته الاحترافية في سنة 2013. يحمل الرقم 12. حقق المركز الأول في بطولة أمم أفريقيا لكرة السلة 2013.

## الميداليات
| الميدالية | المسابقة                          |
| --------- | --------------------------------- |
| ذهبية     | بطولة أمم أفريقيا لكرة السلة 2013 |
| فضية      | بطولة أمم أفريقيا لكرة السلة 2011 |
| فضية      | بطولة أمم أفريقيا لكرة السلة 2015 |

## روابط خارجية
- فالديليسيو جواكيم على موقع الاتحاد الدولي لكرة السلة (الإنجليزية)
- فالديليسيو جواكيم على موقع كرة السلة الأوروبية.كوم (الإنجليزية)
- فالديليسيو جواكيم على موقع كلية كرة السلة في سبورتس رفرنس.كوم (الإنجليزية)
- فالديليسيو جواكيم على موقع ريلجم (الإنجليزية)
- فالديليسيو جواكيم على موقع بروبوليرز (الإنجليزية)
- فالديليسيو جواكيم على موقع سبورتس رفرنس (الإنجليزية)